# Tricentra grisescens
Tricentra grisescens är en fjärilsart som beskrevs av Louis Beethoven Prout 1917. Tricentra grisescens ingår i släktet Tricentra och familjen mätare. Inga underarter finns listade i Catalogue of Life.